# Parlamento de Queensland
El Parlamento de Queensland es la asamblea legislativa de Estado de Queensland, Australia. Según lo establecido en la Constitución de Queensland, el Parlamento está formado por el monarca de Australia y la Asamblea Legislativa. Ha sido el único estamento legislativo en este estado unicameral del país desde que la cámara alta, el Consejo Legislativo, fue abolida en 1922. La Asamblea Legislativa se encuentra en la Cámara del Parlamento en la capital del estado, Brisbane.
Todas las leyes aplicables en Queensland están autorizadas por el Parlamento de Queensland, con la excepción de la legislación específica definida en la Constitución de Australia, la legislación penal muy limitada al amparo de la Ley de Australia de 1986 así como un reducido volumen de otras leyes históricas aprobadas por el Parlamento de Nueva Gales del Sur y el Parlamento Imperial.
Tras el resultado de las elecciones de 2015 en Queensland, las enmiendas aprobadas sobre la ley electoral de principios de 2016 incluyen: agregar cuatro escaños parlamentarios adicionales de 89 a 93, cambiar de voto preferencial opcional a voto preferencial completo, y pasar de términos no fijos de tres años a términos fijos de cuatro años.

## Historia
El Parlamento se fundó el 22 de mayo de 1860, casi un año después de la creación de la Colonia de Queensland en junio de 1859. Se convocó en los cuarteles militares y de convictos convertidos al efecto ubicados en Queen Street, Brisbane. La inmigración fue un tema importante para el primer Parlamento. Se alentó el crecimiento de la población con nuevos colonos atraídos por la propiedad de la tierra.
En 1915, Queensland se convirtió en el primer estado en hacer obligatorio el voto en las elecciones estatales.
Desde el 1 de abril de 2003, las transmisiones de audio en vivo se transmiten a través de Internet desde el Parlamento mientras está en sesión. En junio de 2007, el Parlamento comenzó a transmitir videos de los procedimientos parlamentarios. Se utilizan nueve cámaras de televisión internas para grabar las sesiones.
La primera portavoz, Fiona Simpson, fue elegida el 15 de mayo de 2012.

Composición de la Asamblea Legislativa de Queensland

## Composición
La Asamblea tiene 93 miembros del parlamento (MP). Estos están destinados a representar aproximadamente a la misma población en cada electorado. La votación se realiza mediante el sistema de Voto Preferencial Pleno (VPP), y las elecciones se llevan a cabo aproximadamente una vez cada tres años.
En abril de 2016, se aprobó una ley para aumentar el número de escaños en el parlamento en cuatro hasta un total de 93. También se aprobó una enmienda para abolir el voto preferencial opcional. En el referéndum de 2016 en Queensland realizado el mes marzo se aprobó un proyecto de ley para establecer plazos fijos de cuatro años.

## Asentimiento real
El papel del monarca en el Parlamento es dar el asentimiento real a la legislación. En la práctica, esta función la ejerce el gobernador de Queensland, quien convencionalmente nunca negará el asentimiento a un proyecto de ley que haya sido aprobado por la Asamblea Legislativa. El gobernador invita al partido o coalición con más escaños en la cámara a formar gobierno.

El líder de ese partido se convierte posteriormente en primer ministro de Queensland, al frente de un gabinete de ministros. En el Partido Nacional Liberal, el Premier selecciona a los miembros de su partido para que actúen como ministros. En el Partido Laborista, los Ministros son elegidos por votación en la sala de fiestas, y el Líder luego asigna carteras ministeriales a cada uno.

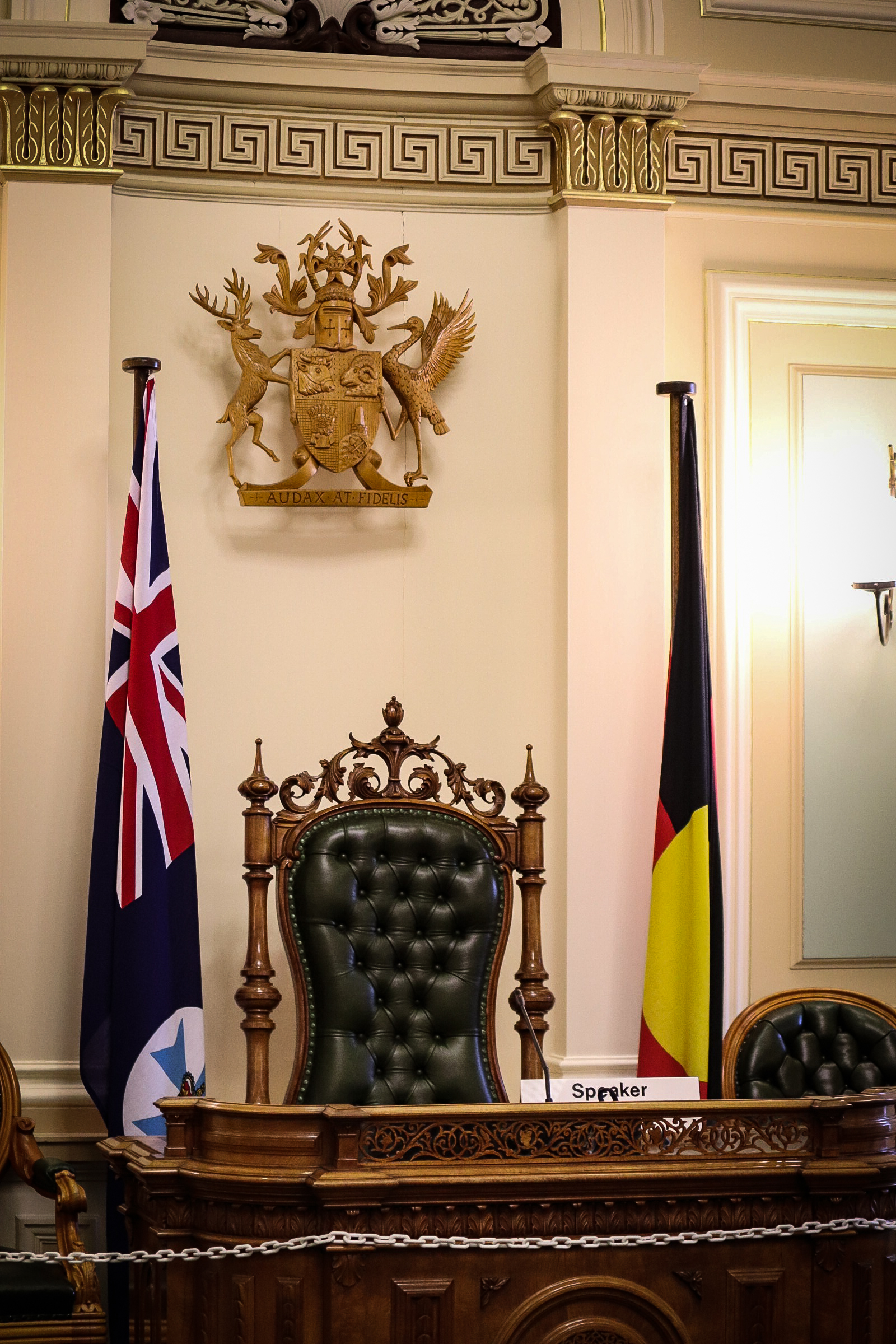
La silla presidencial en la Asamblea Legislativa

## Operaciones
Una vez que se han declarado todos los candidatos ganadores, el Gobernador de Queensland proclama una fecha para el inicio del nuevo Parlamento. Es función del Secretario del Parlamento llamar a los miembros a asistir.
De acuerdo con la Constitución de Queensland, los miembros del Parlamento deben prestar juramento o afirmación al Monarca de Australia, así como un juramento de cargo antes de firmar una lista de miembros. El Secretario del Parlamento tiene el poder de tomar juramento a los miembros.
Los representantes juramentados deben elegir un Portavoz para presidir los asuntos de la Cámara. Antes de que esto ocurra, el secretario puede seleccionar y señalar al siguiente miembro que puede hablar. Una vez elegido, el Portavoz es arrastrado a la silla y presentado al Gobernador en la Sede de Gobierno. La inauguración ceremonial del nuevo Parlamento está marcada por un discurso del Gobernador. Tradicionalmente, el discurso lo escribe el nuevo gobierno y puede describir las actividades actuales, los detalles del presupuesto, las estadísticas y las listas propuestas de legislación que se pretende introducir.
Un día en el Parlamento generalmente comienza con asuntos locales, incluidas oraciones, notificaciones y la presentación de cualquier documento. A continuación, se da a los ministros la oportunidad de hacer declaraciones. Durante un período de no más de una hora, conocido como turno de preguntas, cualquier miembro puede plantear una pregunta a un ministro.

## Distribución de escaños
Al 26 de octubre de 2024, la composición del Parlamento es:
|  | 41.52 % |

|  | 32.56 % |

|  | 2.44 % |

|  | 9.89 % |

|  | 1.69 % |

|  | 96.10 % |

- Se requiere mayoría de 47 votos para la aprobación de la legislación.